# Baby Action
Baby Action (estilizado: BABY ACTION) é o terceiro álbum de estúdio da banda japonesa Scandal. O álbum foi lançado no dia 10 de agosto de 2011, e alcançou a 3ª posição na parada semanal da Oricon.

## Lista de faixas
| N.º | Título                                    | Letras                         | Arranjo         | Duração |  |
| 1.  | "GLAMOROUS YOU"                           | Hidenori Tanaka, Mami Sasazaki | Keita Kawaguchi | 4:06    |  |
| 2.  | "Sono Toki, Sekai wa Kimi Darake no Lane" | Suto Hisashi                   | Shigekazu Aida  | 3:12    |  |
| 3.  | "LOVE SURVIVE"                            | Hidenori Tanaka, Haruna Ono    | Atsushi         | 3:42    |  |
| 4.  | "Sparkling"                               | Hidenori Tanaka, Tomomi Ogawa  | Atsushi         | 3:51    |  |
| 5.  | "BURN"                                    | Rina Suzuki, Hiroshi Inui      | Youtorilon      | 5:19    |  |
| 6.  | "Appletachi no Dengon"                    | Tomomi Ogawa, Yuichi Tajika    | Keita Kawaguchi | 4:18    |  |
| 7.  | "Tokyo Skyscraper"                        | Rina Suzuki, Toru Hidaka       | Toru Hidaka     | 4:38    |  |
| 8.  | "Pride"                                   | Hidenori Tanaka, Tomomi Ogawa  | Keita Kawaguchi | 4:31    |  |
| 9.  | "Haruka"                                  | Hidenori Tanaka, Haruna Ono    | Keita Kawaguchi | 5:07    |  |
| 10. | "SCANDAL Nanka Buttobase"                 | Aki Yoko                       | Takeshi Fuji    | 3:29    |  |
| 11. | "Very Special"                            | Tomomi Ogawa                   | Keita Kawaguchi | 4:44    |  |
| 12. | "one piece"                               | Rina Suzuki, Yuichi Tajika     | Company (R&B)   | 5:54    |  |